# 太子古墳
太子古墳（たいしこふん、大師の唐櫃古墳）は、茨城県かすみがうら市安食（あんじき）にある古墳。形状は前方後円墳と推定される。茨城県指定史跡に指定されている。

## 概要
茨城県中南部、霞ヶ浦と菱木川に挟まれた台地上に築造された古墳である。地元では「太子のカロウド」と通称される。明治期の開墾で石室・副葬品が発見され、現在では墳丘は失われている。
墳形は前方後円形で、墳丘長60メートル程度を測ったとされる。埋葬施設は横穴式石室で、南方向に開口する。玄室の側面には朱で円文が5段に描かれた装飾古墳として知られる。副葬品として、明治期の開墾の際に直刀・刀子・銀環・須恵器等が出土したという。築造時期は古墳時代終末期の7世紀前半頃と推定される。
古墳域は1977年（昭和52年）に茨城県指定史跡に指定されている。

## 遺跡歴
- 1890年（明治23年）、開墾の際に石室の発見。直刀・刀子・銀環・須恵器等の出土[2]。
- 1895年（明治28年）、小室竜之助が『東京人類學會雜誌』に紹介[1]。
- 1896年（明治29年）、大野延太郎（雲外）が『東京人類學會雜誌』に装飾古墳として報告[1]。
- 1977年（昭和52年）5月2日、茨城県指定史跡に指定[2]。

## 埋葬施設

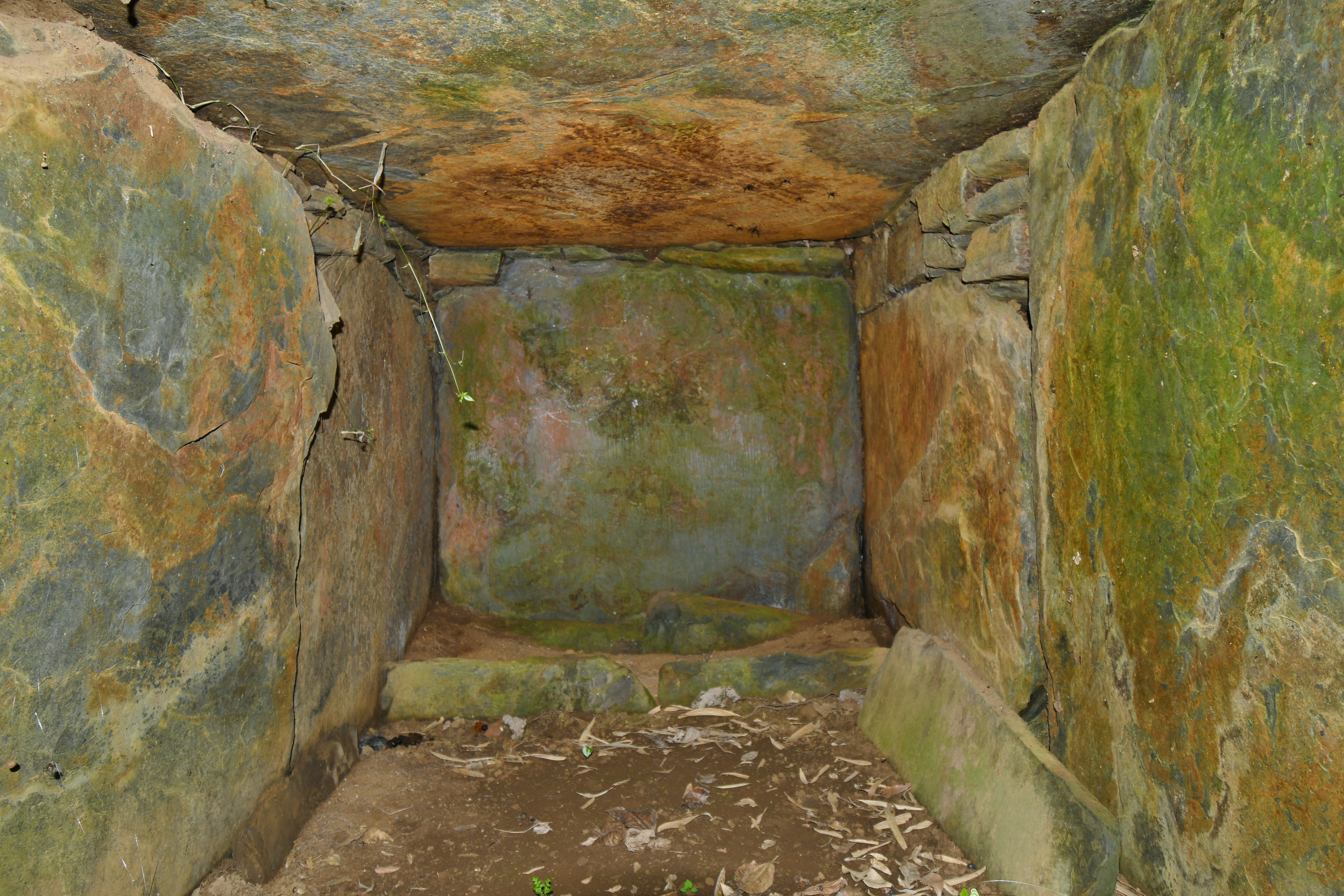
石室 玄室両側壁には円文が描かれる（現在ではほとんどが消失）。

埋葬施設としては横穴式石室が構築されており、南方向に開口する。石室の規模は次の通り。
- 石室全長：3.8メートル
- 玄室：長さ2.3メートル、高さ1.37メートル
- 羨道：長さ1.5メートル

石室は後円部に半地下式で構築されたと見られる。石室の石材は変成岩。玄室の奥壁は一枚石で、両側壁は石2枚によって構築される。
玄室の両側面には朱で円文が5段に描かれる。現在ではほとんど消失しているが、明治期の報告に図面が残されている。

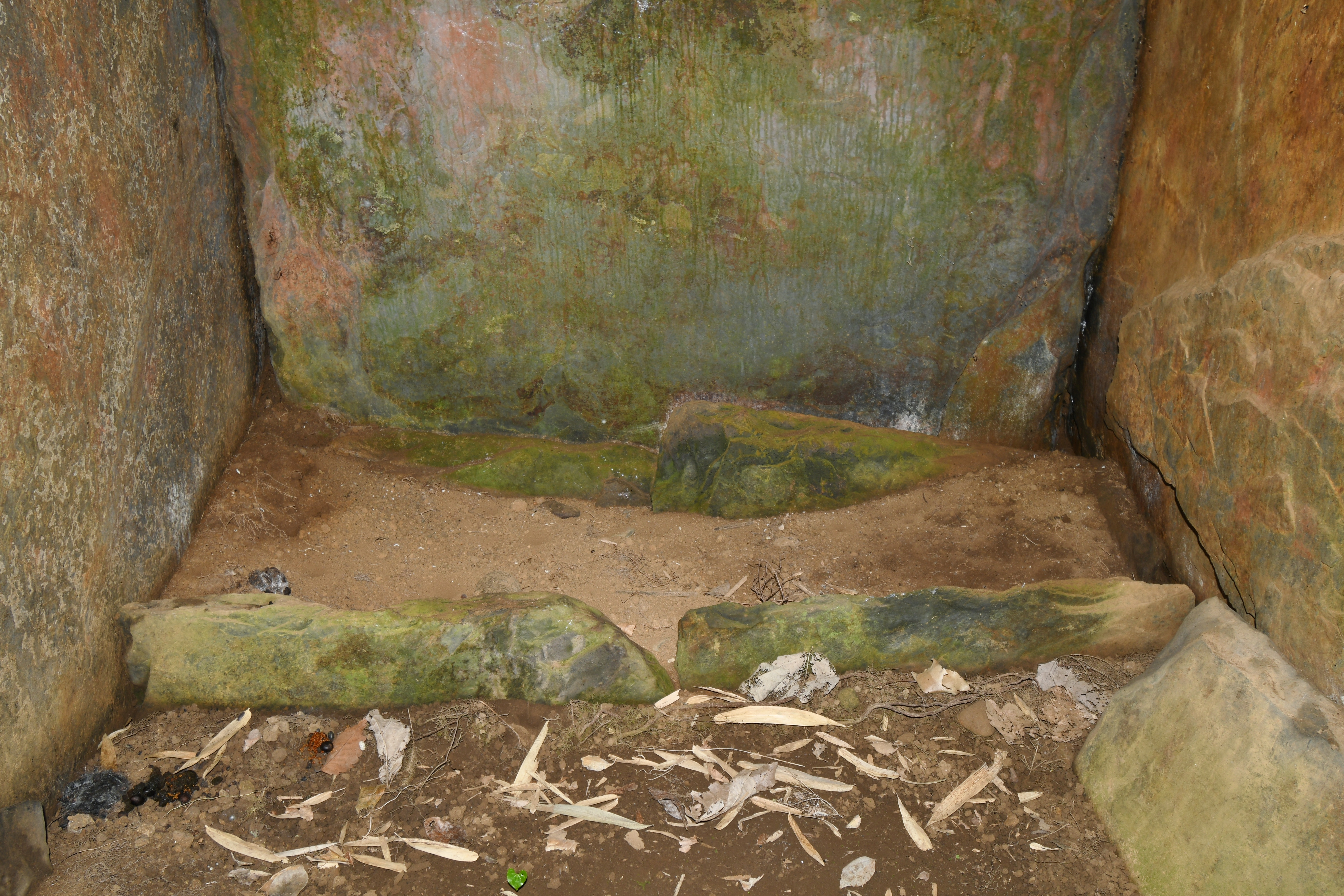
玄室の箱式石棺
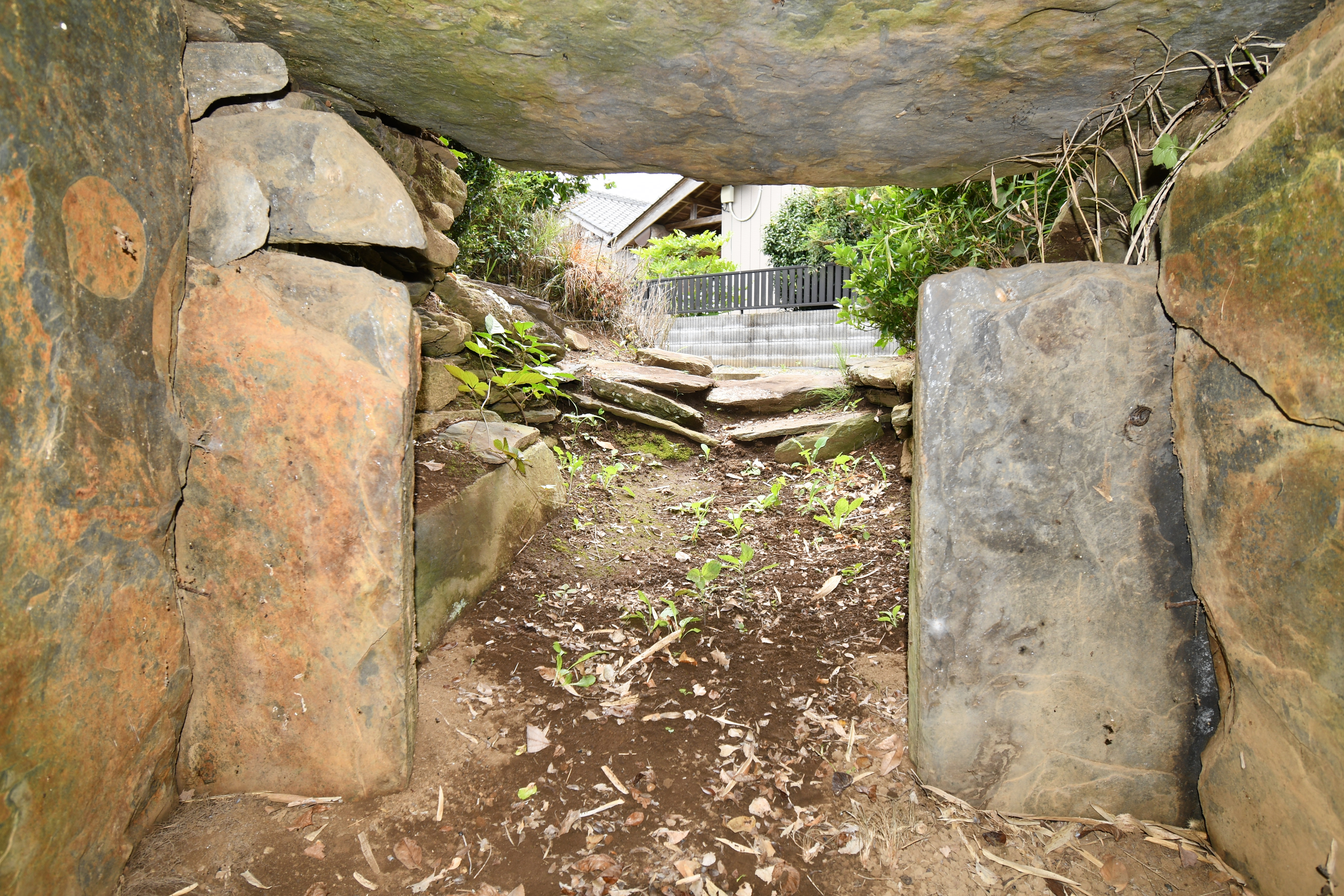
玄室（羨道方向）
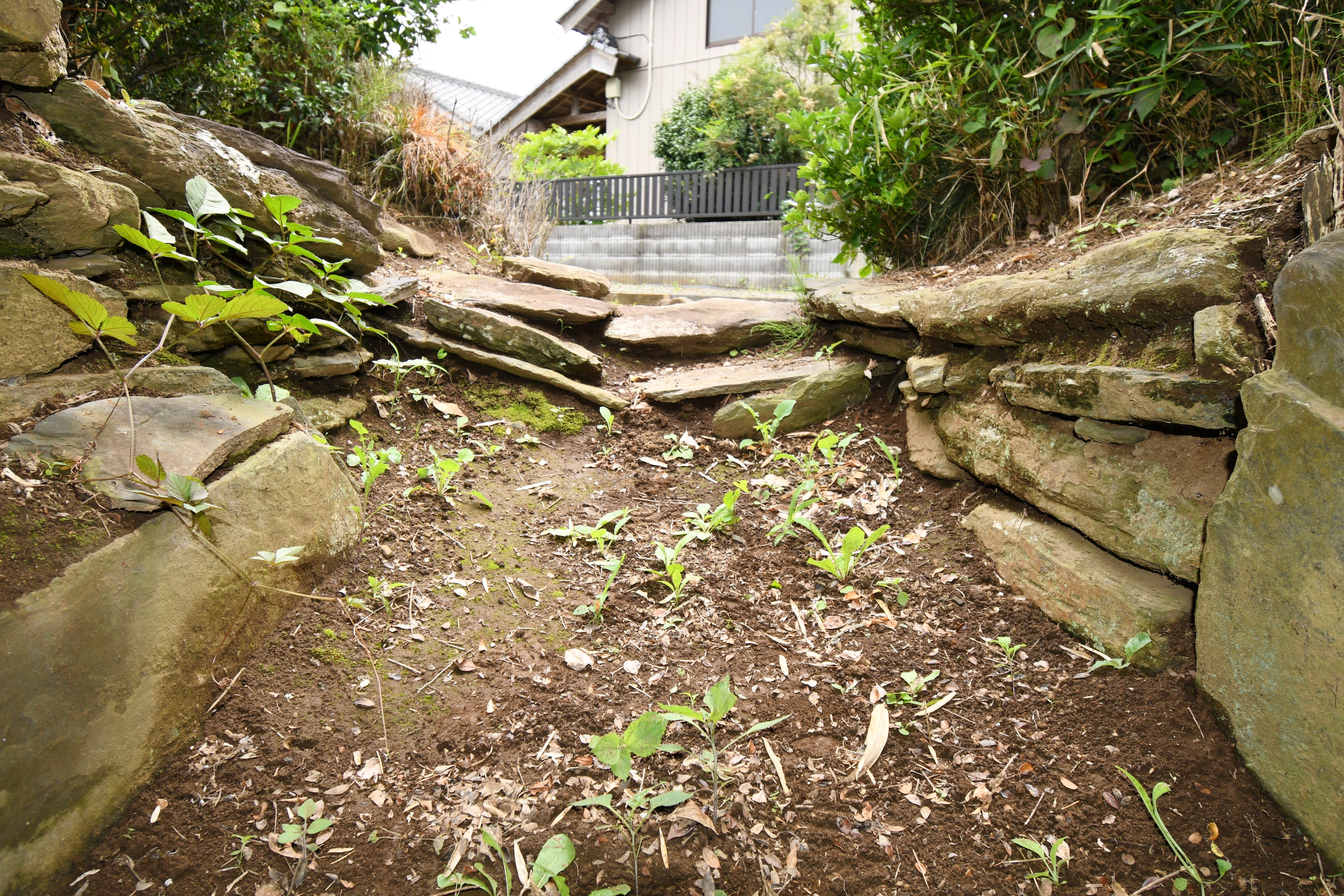
羨道（開口部方向）
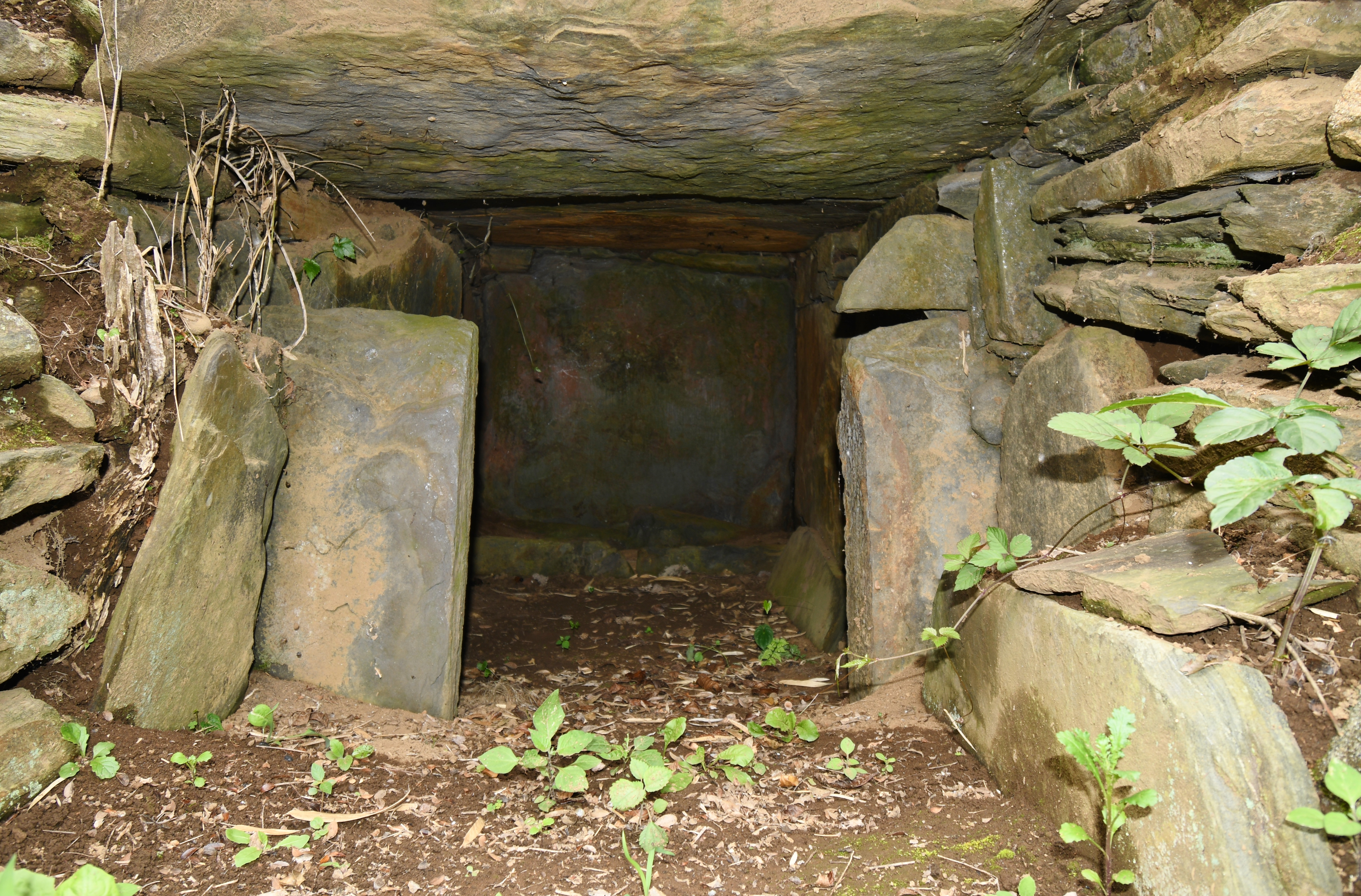
羨道（玄室方向）
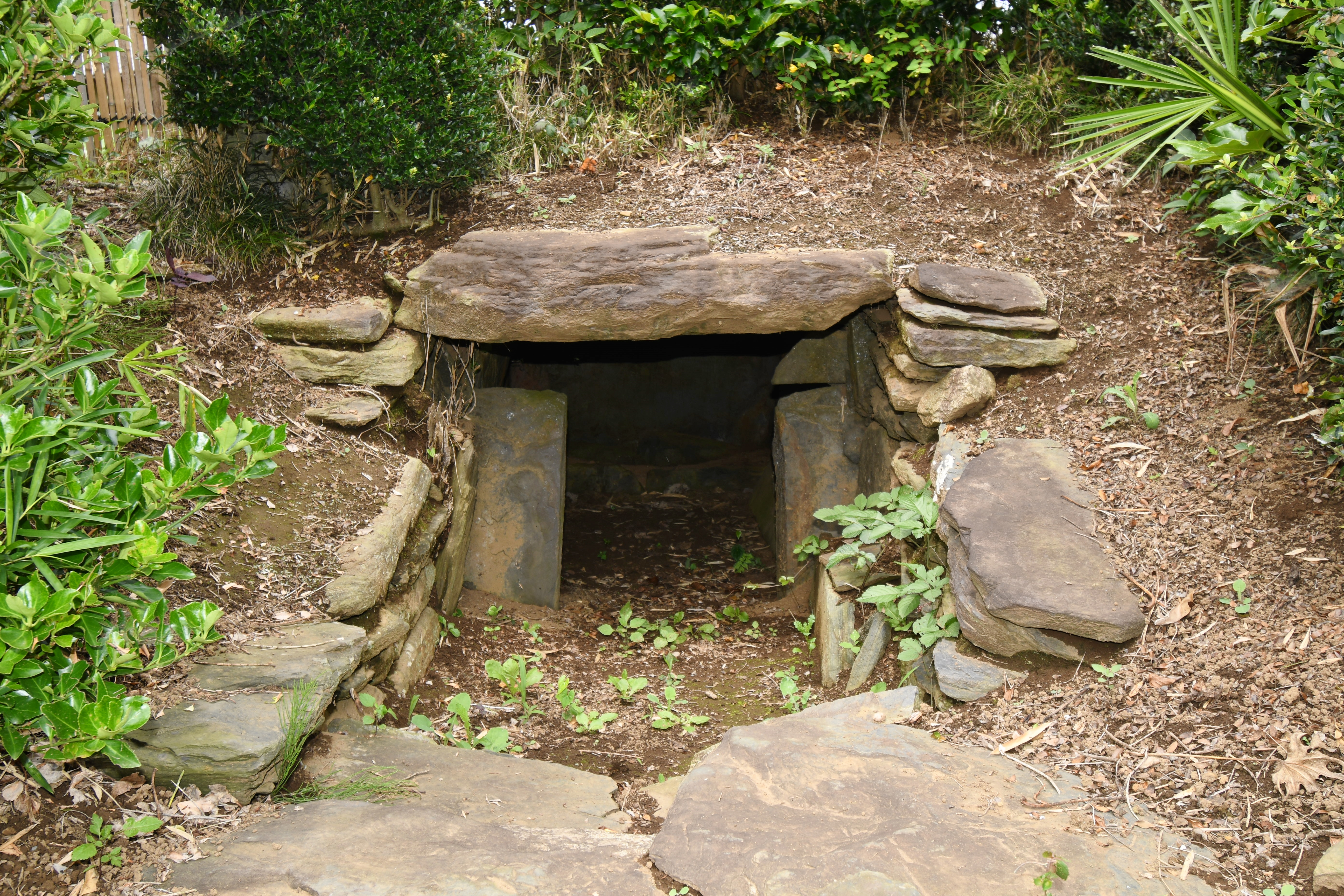
開口部

## 文化財

### 茨城県指定文化財
- 史跡
  - 太子古墳 - 1977年（昭和52年）5月2日指定[2]。

## 関連文献
（記事執筆に使用していない関連文献）
- 小室龍之助「常陸國霞蒲沿岸附近ニ於クル古跡」『東京人類學會雜誌』第10巻第106号、日本人類学会、1895年、137-142頁、doi:10.1537/ase1887.10.137、NAID 130004019947。
- 大野延太郎「常陸國霞カ浦沿岸旅行談」『東京人類學會雜誌』第11巻第121号、日本人類学会、1896年、286-291頁、doi:10.1537/ase1887.11.286、NAID 130004020023。